# Doryctobracon riopereneus
Doryctobracon riopereneus är en stekelart som först beskrevs av Fischer 1967.  Doryctobracon riopereneus ingår i släktet Doryctobracon och familjen bracksteklar. Inga underarter finns listade i Catalogue of Life.